# Социалистический республиканский союз
Социалистический республиканский союз (фр. Union socialiste républicaine, USR) — французская политическая структура второй половины 1930-х годов. Возникла в результате объединения трёх небольших правосоциалистических партий:
- Социалистическая партия Франции — Союз Жана Жореса (PSdF)
- Французская социалистическая партия (PSF)
- Республиканская социалистическая партия (PRS)

PSdF была создана в 1933 после исключения из СФИО группы сторонников неосоциализма. PSF существовала с 1919 как партия правых социал-демократов, выступавших за сохранение частной собственности и рыночных отношений при национализации ключевых отраслей промышленности. PRS образовалась в 1911 под руководством социал-реформистов, склонных к маневренной позиции, противоречащей дисциплинарным принципам СФИО.
Создание USR мотивировалось не столько идейно-политическими, сколько ситуативными соображениями — необходимостью предвыборной консолидации. В этом отношении проект до некоторой степени оправдался: в 1936 году Союз примкнул к левоцентристской коалиции Народный фронт, собрал на парламентских выборах около 5 % голосов, сформировал парламентскую фракцию в составе около тридцати депутатов и получил несколько правительственных постов второго-третьего уровня.
В USR изначально существовали сильные противоречия между социал-реформистами (Поль Рамадье, Жозеф Поль-Бонкур) и неосоциалистами, склонными к фашизму (Марсель Деа, Габриэль Лафайе). Партия участвовала в акциях неосоциалистов в поддержку корпоративистской программы «Французский план». При этом лидеры URS, включая Деа, в 1930-х годах негативно относились к гитлеровскому режиму, участвовали в протестах против нацистских репрессий. Однако в конце десятилетия усилилась выгодная Третьему рейху пацифистская-нейтралистская тенденция, отражённая в нашумевшей статье Деа Mourir pour Dantzig («Зачем умирать за Данциг?»).
После немецкого вторжения во Францию в мае 1940 года, USR раскололся и прекратил свою деятельность. Часть его активистов — например, Рамадье — участвовали в Сопротивлении. Другие — прежде всего Деа — поддержали режим Виши создали Национально-народное объединение и сотрудничали с немецкими оккупантами.